# 2014 en Albanie
Chronologie de l'Albanie
- 2010
- 2011
- 2012
- 2013
- 2014
- 2015
- 2016
- 2017
- 2018

Événements de l'année 2014 en Albanie.

## Évènements

### Août
- 18 août : a Tirana, le pape François plaide pour la collaboration des religions[1].

### Juin
- juin : la Commission européenne recommande l'Albanie en tant que candidat à l'adhésion à l'Union européenne[2].